# Pháo Đài
Pháo Đài là một phường thuộc thành phố Hà Tiên, tỉnh Kiên Giang, Việt Nam.

## Địa lý
Phường Pháo Đài có vị trí địa lý:

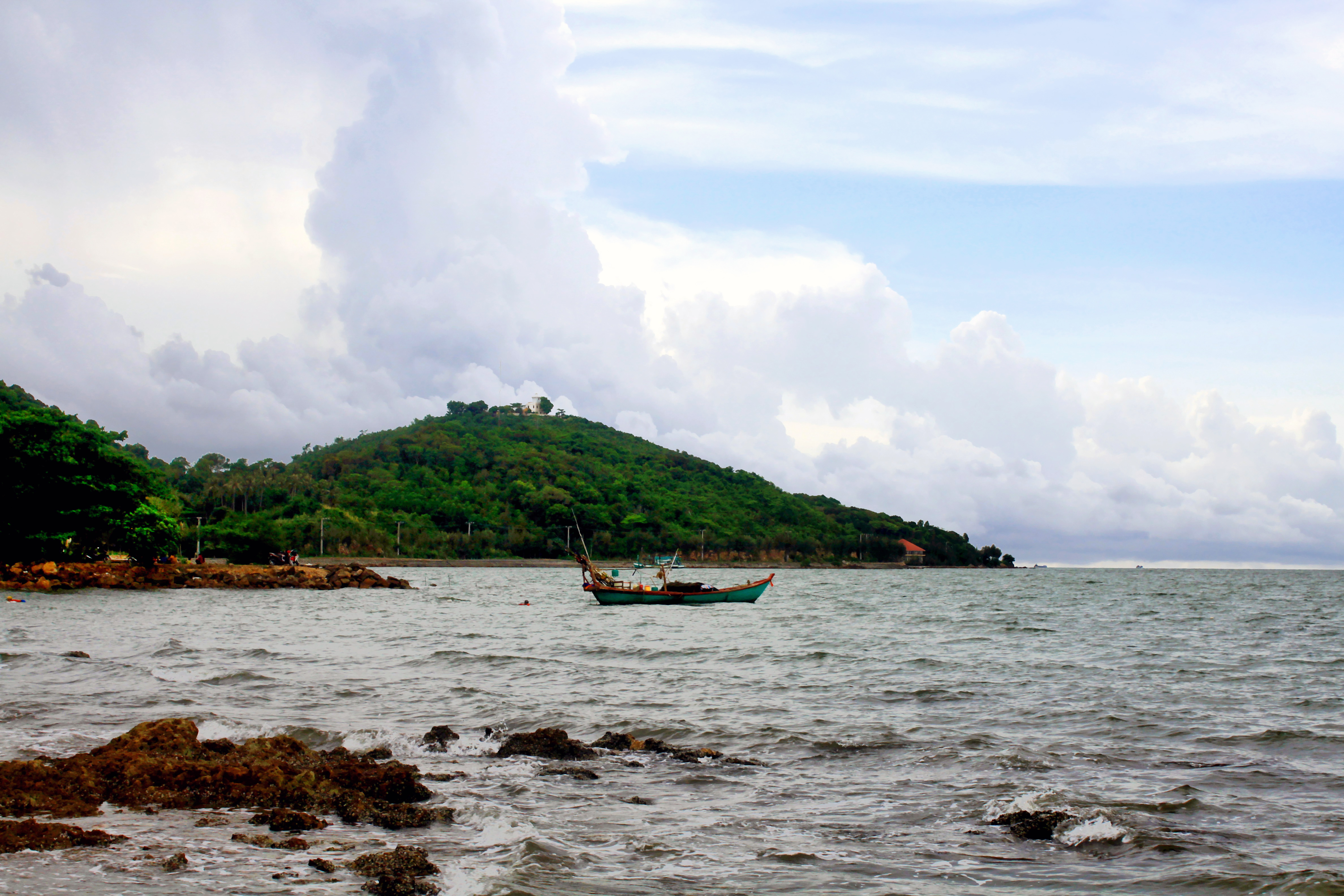
Một cảnh ở Mũi Nai, phường Pháo Đài

- Phía đông giáp phường Bình San và phường Tô Châu
- Phía tây và phía nam giáp Vịnh Thái Lan
- Phía bắc giáp phường Mỹ Đức.

Phường Pháo Đài có diện tích 9,31 km², dân số năm 2020 là 7.429 người, mật độ dân số đạt 798 người/km².

## Hành chính
Phường Pháo Đài được chia thành 5 khu phố: 1, 2, 3, 4, 5.

## Lịch sử
Ngày 8 tháng 7 năm 1998, Chính phủ ban hành Nghị định 47/1998/NĐ-CP về việc thành lập phường Pháo Đài trên cơ sở 805 ha diện tích tự nhiên và 6.507 nhân khẩu của thị trấn Hà Tiên và xã Mỹ Đức.
Ngày 11 tháng 9 năm 2018, Ủy ban Thường vụ Quốc hội ban hành Nghị quyết 573/NQ-UBTVQH14 về việc thành lập thành phố Hà Tiên thuộc tỉnh Kiên Giang và phường Pháo Đài trực thuộc thành phố Hà Tiên.